# Калениці (Росія)
Калениці (рос. Каленицы) — присілок в Старицькому районі Тверської області Російської Федерації.
Населення становить 34 особи. Входить до складу муніципального утворення сільське поселення Паньково.

## Історія
Від 2005 року входить до складу муніципального утворення сільське поселення Паньково. Раніше населений пункт належав до Нестеровського сільського округу.

## Населення
| 2008 | 2010 |
| ---- | ---- |
| 39   | ↘34  |